# Annons-Tidning för Strengnäs stad och landsort
Annons-Tidning för Strengnäs stad och landsort var en kortlivad dagstidning som kom ut från den 19 april 1856 till den 29 december 1856.
Tidningen kom ut på lördagar med 4 sidor i oktavformat med två spalter, satsyta 18,2 x 10,5 cm till et pris av 40 skilling banko för ett år. Bara 32 nummer kom ut. Utgivare var före detta rådmannen Dan Grundal, som erhöll utgivningsbevis den 28 mars 1856. Tidningen trycktes i Stockholm hos C. M. Thimgren med antikva som typsnitt.